# Drapeau blanc-bleu-blanc
Le drapeau blanc-bleu-blanc (en russe : Бело-сине-белый флаг, Belo-sine-bely flag, abrégé en БСБ (BSB)) est un drapeau employé comme un symbole des manifestations anti-guerre en Russie pendant la guerre russo-ukrainienne (et l'invasion russe de l'Ukraine). Le drapeau a été mentionné pour la première fois sur Twitter le 28 février 2022. Selon les militants, le drapeau se veut avant tout un symbole d'union des peuples pour la paix et la liberté. La continuité avec l'ancienne version du drapeau de Veliky Novgorod a également été notée. L'une des institutions les plus importantes du gouvernement de la république de Novgorod était la Chambre de Novgorod, qui limitait les pouvoirs du prince, contrairement à ce qui se faisait dans la principauté de Vladimir-Souzdal.

## Standardisation de la taille et de la couleur
| Couleur | Blanche     | Bleu       |
| ------- | ----------- | ---------- |
| Pantone | blanche     | 2925C      |
| CMJN    | 0,0,0,0     | 100,41,5,0 |
| RVB     | 255 255 255 | 0 131 214  |
| HTML    | #FFFFFF     | #0083D6    |

## Histoire

Le drapeau de la ville de Veliky Novgorod de 1994-2006

Le site Web de l'État virtuel de la République de Novgorod utilisait un drapeau similaire avec une croix patriarcale. Le drapeau était basé sur le drapeau alors officiel de Veliky Novgorod. Selon le créateur du site, le programmeur américain Martin Posthumus, le projet a été conçu comme un exemple d'une histoire alternative dans laquelle les troupes de la république de Novgorod ont vaincu les troupes de la principauté de Moscou lors de la bataille de la Chelon.
Dans un message daté du 25 novembre 2013, un utilisateur de LJ truvor a mentionné le drapeau blanc-bleu-blanc de Novgorod « sans les armoiries de Catherine » comme « un excellent choix pour notre future république ». Selon lui, « Novgorod, même complètement détruite et piétinée, est un fantôme de la vraie Russie. La Horde, qui s'est approprié l'histoire de la Russie, ressent inconsciemment la menace du soulèvement de la Russie depuis la tombe de Novgorod ».
Il a été proposé pour la première fois comme drapeau alternatif de la Russie par Andreï Choudinov le 22 août 2019 sur son LiveJournal.
Dans le cadre des manifestations antiguerre, il a été mentionné pour la première fois sur Twitter le 28 février 2022 et a été largement accepté par les forces de l'opposition. Il a été utilisé dans les manifestations antiguerre à Tbilissi, en Géorgie, ainsi qu'à Chypre et à Iekaterinbourg, en Russie.
Selon les militants, il symbolise la lutte pour la paix et la liberté de pensée. Le rouge, associé au sang et au passé soviétique, a été remplacé par un blanc paisible. La combinaison de couleurs rappelle également l'ancien drapeau de Veliky Novgorod en tant que souvenir des traditions de la république de Novgorod.
Selon certains militants, la principale différence avec le drapeau russe — l'absence de bande rouge — est un symbole de protestation, car il rejette le culte de la guerre, l'expansion militaire, montre une nouvelle page de l'histoire russe, où il n'y a pas de place pour l'autocratie, le militarisme, la violence et le sang. Selon eux, l'apparence du drapeau a été inspirée par les symboles de la période étatique de Veliky Novgorod, qui, selon les militants, était le centre de la République de Novgorod et est le seul prétendant au titre de véritable démocratie dans l'histoire russe. La ressemblance avec le drapeau blanc-rouge-blanc biélorusse est appelée un symbolisme spécial. Les couleurs elles-mêmes, selon certains militants, caractérisent la paix, la pureté, la prudence (blanc), ainsi que la vérité et la justice (bleu).

Le drapeau d'État de la fédération de Russie de 1991 à 1993

La bande bleue du milieu est de couleur proche du drapeau russe utilisé entre 1991 et 1993.
La légion « Liberté de Russie », composée de transfuges des forces armées russes, de volontaires russes et biélorusses combattants aux côtés des forces ukrainiennes dans la guerre d'Ukraine utilisent le drapeau blanc-bleu-blanc comme insigne de manche au lieu du drapeau tricolore de la fédération de Russie.

## L'opposition des autorités
Le 6 mars 2022, une habitante de Moscou, Anna Doubkova, est arrêtée par un policier dans le cadre du plan Interception à cause du drapeau blanc-bleu-blanc placé sur sa voiture. Le protocole stipule que le drapeau est un symbole de « manifestations anti-guerre propagées parmi les forces de l'opposition ». Le tribunal condamne Anna Doubkova à quinze jours de prison en vertu de l'article 19.3 du Code des infractions administratives.

## Galerie

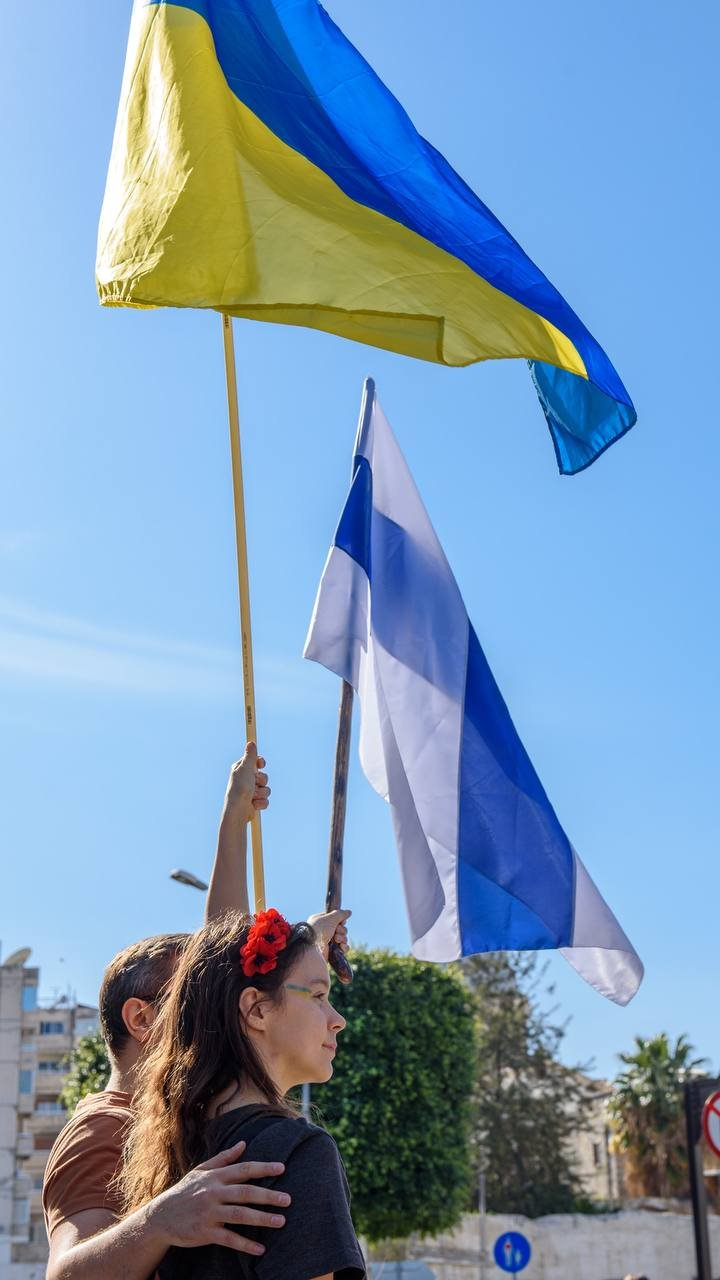
Le drapeau d'État de l'Ukraine et le drapeau de protestation russe
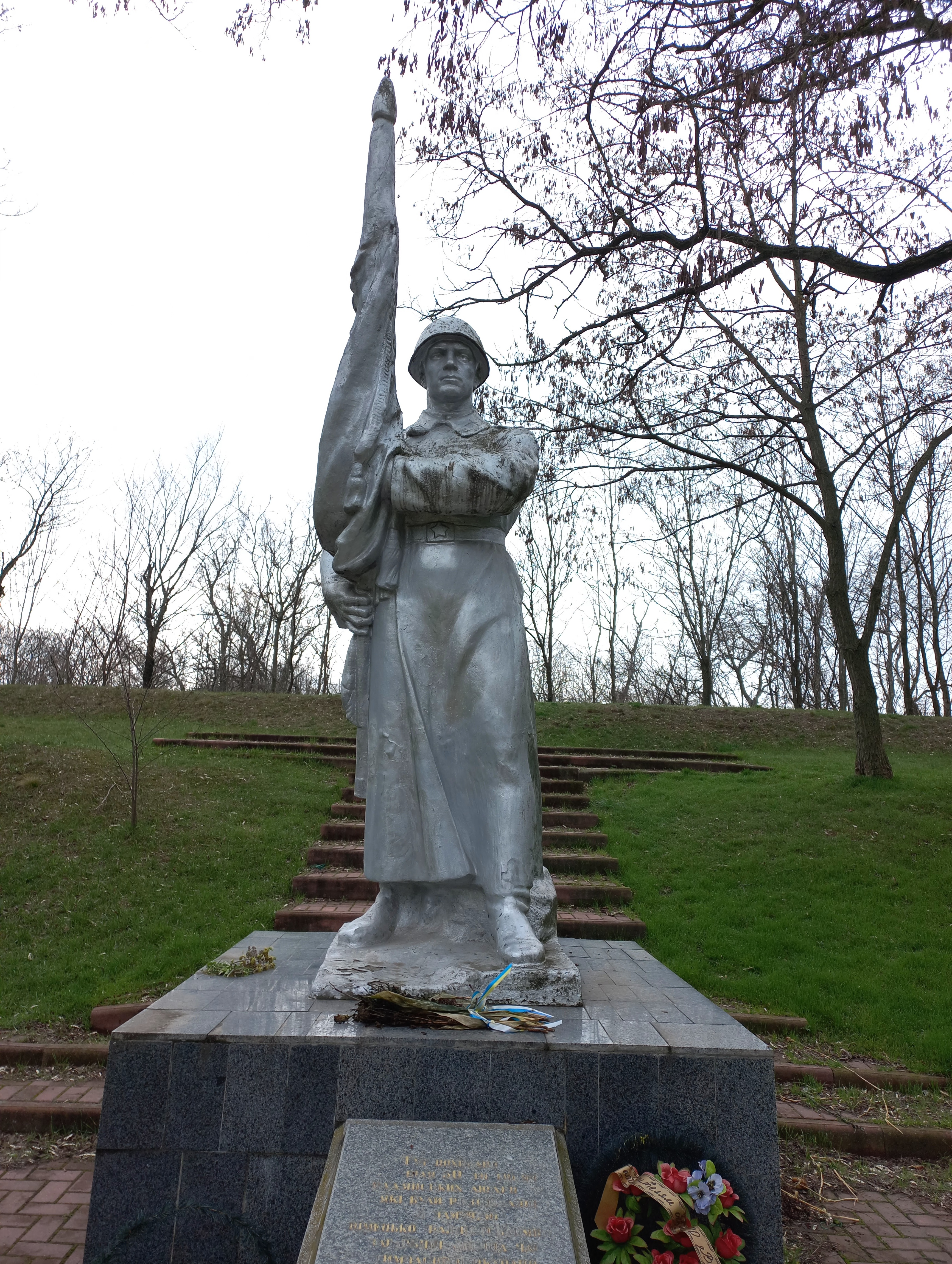
Rubans sur le monument aux victimes du nazisme dans la Fort Sainte-Élisabeth, Kropyvnytskyï

## Drapeaux similaires

Drapeau de Veliky Novgorod 1994-2006
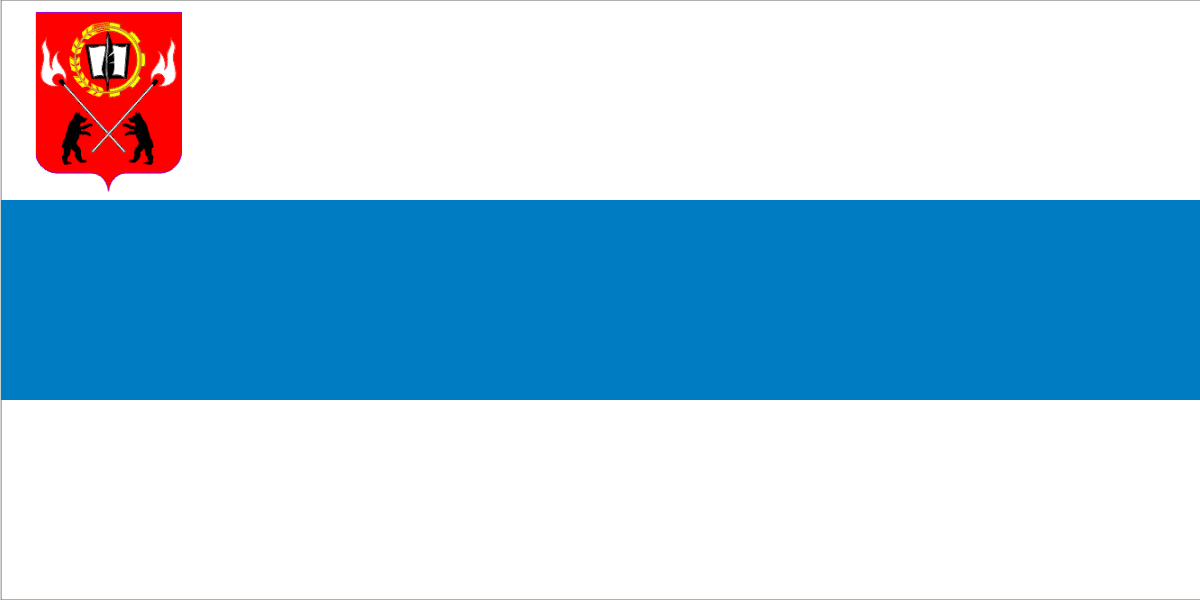
Drapeau du district de Choudiv de la région de Novgorod 1997-2008
Drapeau de l'État virtuel de Veichnoria (Zapad 2017)
Drapeau de la Biélorussie (1918 ; 1991-1995)
Drapeau du canton de Zoug (Suisse)